# Scene (subcultura)

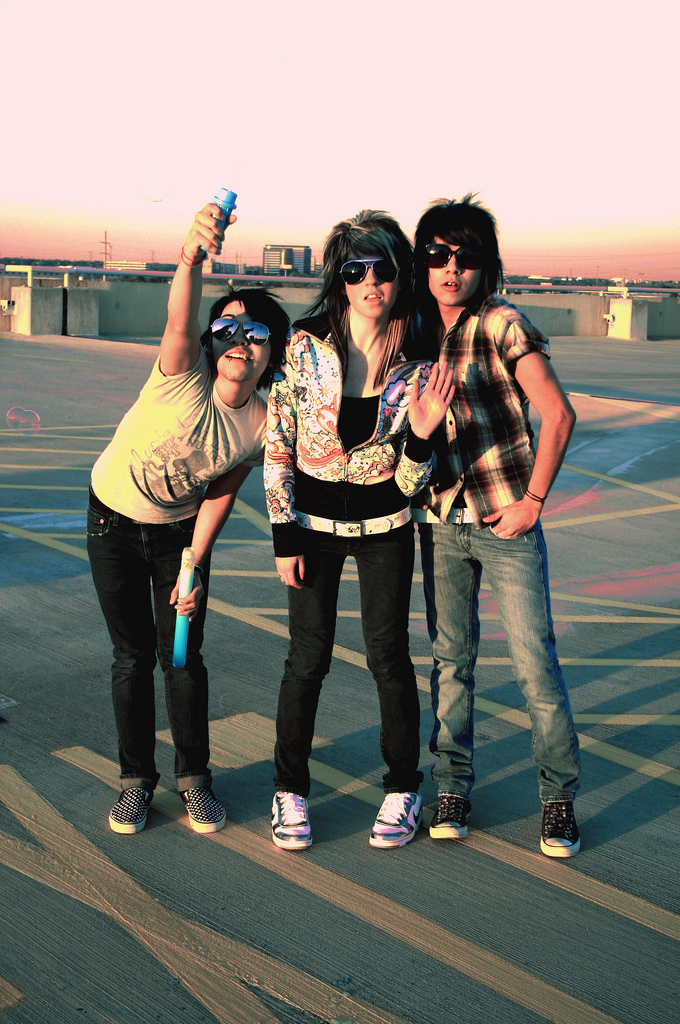
Scene kids en 2008.

La subcultura scene es una subcultura juvenil que surgió a principios de la década de los 2000 en los Estados Unidos a partir de la subcultura emo preexistente. La subcultura se hizo popular entre los adolescentes desde mediados de la década de 2000  hasta principios de 2010. Los miembros de la subcultura scene se conocen como scene kids , trendys o scenesters. La moda de la escena consiste en jeans ajustados, ropa de colores brillantes, un peinado característico que consiste en cabello liso y plano con flecos largos que cubren la frente y tinte para el cabello de colores brillantes. Los géneros musicales asociados con la subcultura de la escena incluyen metalcore, crunkcore, deathcore, música electrónica y pop punk.
Desde mediados de la década de 2000 hasta principios de la de 2010, la moda scene ganó popularidad entre los adolescentes y la música asociada con la subcultura logró el éxito comercial tanto en el underground como en la corriente principal. Grupos como Bring Me the Horizon, Asking Alexandria, Pierce the Veil y Metro Station atrajeron la atención de la corriente principal y grandes audiencias mientras seguían estando vinculados en gran medida a la subcultura scene. A mediados de la década de 2010, la subcultura scene perdió popularidad; sin embargo desde 2019 ha habido movimientos que le han dado un renacimiento.